# Paul-Louis Mignon
Pour les articles homonymes, voir Mignon (homonymie).
Paul-Louis Mignon, né le 29 novembre 1920 au Vésinet et mort le 16 novembre 2013 à Apt,,, est un critique dramatique, écrivain, professeur, journaliste, producteur de télévision et historien du théâtre contemporain.

## Biographie
Paul-Louis Mignon a suivi des études de lettres classiques à la Faculté des lettres de Paris. Il participa, en parallèle, à la pratique amateur du groupe théâtral médiéval de la Sorbonne, les Théophiliens. Dès lors, la passion du théâtre s’est imposée. L’étudiant a connu, grâce à l’accueil amical de Charles Dullin dont il deviendra le secrétaire, Jean-Louis Barrault, Jean Vilar, Jean-Paul Sartre et Louis Jouvet, l’approche la plus exigeante de l’art dramatique.
Paul-Louis Mignon fut engagé à la Libération par le poète Jean Tardieu, comme responsable de l'information théâtrale et de la critique dramatique à la Radiodiffusion française. Il devint le directeur des émissions dramatiques de la Radiodiffusion, puis du Club d’essai. Il a débuté, au Journal télévisé, une longue carrière de critique, d’historien et de producteur de 1944 à 1985, à la Radiodiffusion et télévision française. Paul-Louis Mignon sera longtemps critique théâtral dans les années 1960 ( émission radiophonique de Jean Calvel Actualité de Midi sur Paris-Inter ) et 1970 de la revue L'Avant-scène - Théâtre.
- 1944 : critique dramatique au journal Combat.
- 1944-1949 : critique dramatique au journal Action.
- 1952-1960 : professeur d'histoire du théâtre au Centre d'art dramatique.
- 1960-1974 : producteur du magazine télévisé hebdomadaire du théâtre.
- 1971-1972 : adjoint au délégué du directeur général de l'ORTF pour les programmes.

En 1975, Paul-Louis Mignon crée le Prix du Livre Inter. Il souhaitait que le public de la station nationale décerne chaque année un prix des lecteurs pour les vacances à venir.
En 1977, Paul-Louis Mignon participe au film documentaire : "De la résistance à l'existentialisme", court-métrage de et avec Guillaume Hanoteau, Georges Vitaly, Jean Négroni, Michel Auclair et Michel Bouquet. Ce documentaire retrace la vie théâtrale parisienne, de l'occupation allemande jusqu'à la Libération et à la création de Caligula d'Albert Camus.
Paul-Louis Mignon participa à l’ouverture aux théâtres du monde par l’Institut international du théâtre avec le Théâtre des Nations, dont il a été un des animateurs.
Paul-Louis Mignon est élu, le 9 juin 1993, correspondant de l'Académie des beaux-arts.

## Titres
- Président d'honneur du Syndicat de la critique dramatique et musicale.
- Président du Comité de la culture de la Commission française pour l'Unesco.
- Président de l'Association pour la recherche des traditions de l'acteur (ARTA).

## Publications
Paul-Louis Mignon rédigea plusieurs ouvrages spécialisés dans le domaine théâtral. Ses livres sont le témoignage de ses observations et critiques, sur la politique théâtrale, les recherches dramaturgiques et scéniques qui ont marqué la création dramatique contemporaine.
- Jean Dasté, éditions Les Presses littéraires de France, 1953
- Le Théâtre en URSS, éditions de l'Arche, 1957
- Armand Salacrou, éditions Gallimard, 1960
- Sarah Bernhardt, Louis Jouvet, qui êtes-vous ?, éditions Le Livre contemporain, 1961
- J'aime les marionnettes, éditions Rencontres, Lausanne, 1962
- Théâtre d'aujourd'hui de A jusqu'à Z, éditions L'Avant-scène, 1966
- Le Théâtre contemporain, éditions Hachette, 1969
- Panorama du théâtre au XXe siècle, éditions Gallimard, 1978
- Louis Jouvet qui êtes-vous ?, éditions La Manufacture, 1988
- Charles Dullin, éditions La Manufacture, 1990  prix de la critique de l'Académie française, 1991
- Jacques Copeau, éditions Julliard, 1993
- Histoire de la corrida en France : du Second Empire à nos jours, éditions Julliard, 1993
- Jean-Louis Barrault, éditions du Rocher, 1999
- Jean Mercure, un théâtre dans la ville, éditions Paris Bibliothèques, 2002
- L'Amateur de théâtre, Jean Tardieu, éditions Gallimard, 2003
- Louis Jouvet, un homme de science du théâtre : les années d'apprentissage, éditions de l'Amandier, 2009

## Distinctions

### Décorations
- Officier de la Légion d'honneur
- Commandeur de l'ordre national du Mérite
- Commandeur de l'ordre des Arts et des Lettres
- Commandeur de l'ordre du Mérite culturel

### Prix littéraires
Prix de l'Académie française.
- 1979 : Prix Roland de Jouvenel pour le livre Panorama du théâtre au XXe siècle
- 1991 : Prix de la critique pour le livre Charles Dullin

Autre prix
- Prix du Syndicat de la critique 1979 : Prix du meilleur livre sur le théâtre pour Panorama du théâtre au XXe siècle
- Prix du Syndicat de la critique 1994 : Prix du meilleur livre sur le théâtre pour Jacques Copeau
- Prix du Syndicat de la critique 1999 : Prix du meilleur livre sur le théâtre pour Jean-Louis Barrault, le théâtre total